# Мациорск
Мациорск (укр. Маціорськ) — село в Новоушицком районе Хмельницкой области Украины.
Население по переписи 2001 года составляло 242 человека. Почтовый индекс — 32636. Телефонный код — 3847. Занимает площадь 1,073 км². Код КОАТУУ — 6823386502.

## Местный совет
32660, Хмельницкая обл., Новоушицкий р-н, с. Ольховец, ул. Молодёжная, 12